# Happy Elements
Happy Elements（ハッピーエレメンツ、中: 乐元素控股有限公司）は、中国のコンピュータゲーム開発・運営会社。北京市海淀区に本社を置く。

## 沿革
- 2009年6月 - 中国・北京市にてHappy Elements設立
- 2010年4月 - 東京都港区六本木に日本法人となるHappy Elements株式会社を設立
- 2011年4月 - Happy Elements株式会社が京都府京都市中京区に京都オフィスを設立
- 2016年
  - 10月 - Happy Elements株式会社がドリコムよりグリモア株式会社を買収しグリモアスタジオを設立
  - 11月 - Happy Elements株式会社が事業拡大による人員増加に伴い京都オフィスを移転
- 2017年10月 - 東京都目黒区にMiniascape株式会社（ミニアスケイプスタジオ）を設立
- 2020年7月 - 親会社であるHappy Elements株式会社を存続会社としてMiniascape株式会社を吸収合併、ミニアスケイプスタジオは解散
- 2021年
  - 4月 - Happy Elements株式会社が本社登記を京都オフィスに変更
  - 8月 - Happy Elements株式会社がHappy Elements Asia Pacific株式会社を吸収合併[1]
- 2022年10月 - Happy Elements株式会社が事業拡大による人員増加に伴い、本社を京都府京都市下京区立売西町82番地京都恒和ビル6階から同区東洞院通四条下る元悪王子町51番地東京建物四条烏丸ビル EAST4階へ移転[2]

## グループ会社・スタジオ
本社のほか、上海市黄浦区にも拠点を置く。
- 乐元素科技（北京）有限公司（モバイルゲーム開発・運営）
  - 北京オフィス
  - 上海オフィス
- Happy Elements株式会社（日本本社、モバイルゲーム開発・運営）
  - カカリアスタジオ（京都オフィス）
  - グリモアスタジオ（株式会社グリモア）

## 日本のゲーム
特記がない限りカカリアスタジオ（Happy Elements株式会社 京都オフィス）開発・運営。

### サービス中
| 発売年 | 発売日  | 作品名                                | 機種        | 備考                          |
| ------ | ------- | ------------------------------------- | ----------- | ----------------------------- |
| 2014年 | 1月31日 | メルクストーリア -癒術士と鈴のしらべ- | Android/iOS | 2025年2月27日サービス終了予定 |
| 2015年 | 4月8日  | ブレイブソード×ブレイズソウル         | Android/iOS | グリモアスタジオ              |
| 2015年 | 4月28日 | あんさんぶるスターズ!                 | Android/iOS |                               |
| 2020年 | 8月3日  | エリオスライジングヒーローズ          | Android/iOS |                               |
| 2024年 | 9月25日 | リバースブルー×リバースエンド         | Android/iOS | グリモアスタジオ              |

### サービス終了
| 発売年 | 発売日   | 作品名                                | 終了日         | 機種                         | 備考                                                     |
| ------ | -------- | ------------------------------------- | -------------- | ---------------------------- | -------------------------------------------------------- |
| 2010年 | N/A      | はじめようマイ・バー                  | 2013年3月7日   | mixiなど                     | 開発スタジオ不明、FacebookではLounge Barのタイトルとなる |
| 2012年 | 5月      | マジョカ†マジョルナ                   | 2016年1月      | GREE mixi Android/iOS        |                                                          |
| 2012年 | 11月     | あんさんぶるガールズ!                 | 2015年11月     | GREE mobage mixi Android/iOS |                                                          |
| 2013年 | 4月2日   | マイポケットバー                      | 2014年4月      | Android/iOS                  |                                                          |
| 2013年 | 4月26日  | 光速軌道アバタードライブ              | 2015年10月     | Android/iOS                  |                                                          |
| 2013年 | 7月      | サウザンド†エンペラーズ               | 2014年2月      | Android/iOS                  |                                                          |
| 2014年 | 8月      | ボコスカ!三国志                       | 2015年4月      | Android/iOS                  |                                                          |
| 2016年 | 5月10日  | ラストピリオド -終わりなき螺旋の物語- | 2022年12月27日 | Android/iOS                  |                                                          |
| 2016年 | 10月     | あんさんぶるガールズ!!                | 2018年2月      | Android/iOS                  |                                                          |
| 2016年 | 11月29日 | キャットバスターズ                    | 2018年3月31日  | Android/iOS                  |                                                          |
| 2020年 | 2月20日  | ローリングスフィア                    | 2020年6月25日  | ミニアスケイプ               |                                                          |

## アニメ
| 年     | タイトル                                                 | アニメーション制作                   |
| ------ | -------------------------------------------------------- | ------------------------------------ |
| 2016年 | アイドルメモリーズ                                       | セブン・アークス・ピクチャーズ       |
| 2017年 | Anipop Club                                              | N/A                                  |
| 2018年 | ラストピリオド -終わりなき螺旋の物語-                    | J.C.STAFF                            |
| 2018年 | Phantom in the Twilight                                  | ライデンフィルム                     |
| 2018年 | メルクストーリア -無気力少年と瓶の中の少女-              | エンカレッジフィルムズ               |
| 2019年 | あんさんぶるスターズ!                                    | david production                     |
| 2023年 | あんさんぶるスターズ!!追憶セレクション「エレメント」     | ダンデライオンアニメーションスタジオ |
| 2023年 | あんさんぶるスターズ!!追憶セレクション「クロスロード」   | ダンデライオンアニメーションスタジオ |
| 2024年 | あんさんぶるスターズ!!追憶セレクション「チェックメイト」 | ダンデライオンアニメーションスタジオ |